# 凱文·施密特
凱文·傑拉德·施密特（英語：Kevin Gerard Schmidt，1988年8月16日—）是一位美國演員。他最著名的作品是電影《兒女一籮筐》和續集中飾演Henry，以及在《The Young and the Restless》中飾演Noah Newman。他出生在堪薩斯州。凱文也出演不少肥皂劇節目。

## 外部連結
- 凱文·施密特在互联网电影资料库（IMDb）上的資料（英文）